# Futbol'nyj Klub Tosno 2016-2017
Questa voce raccoglie rosa, risultati e statistiche del Tosno nella stagione 2016-2017.

## Stagione
Grazie al secondo posto in campionato il club raggiunge la storica promozione in massima serie. In coppa il cammino della squadra si è fermato ai quarti di finale.

## Rosa
| N. |                       | Ruolo | Calciatore            |
| -- | --------------------- | ----- | --------------------- |
| 1  | Russia (bandiera)     | P     | Eduard Baychora       |
| 2  | Russia (bandiera)     | D     | Guram Tetrašvili      |
| 5  | Russia (bandiera)     | D     | Aleksej Aravin        |
| 7  | Russia (bandiera)     | C     | Nika Chkhapelia       |
| 8  | Russia (bandiera)     | C     | Maksim Astafjev       |
| 9  | Russia (bandiera)     | C     | Rustem Muchametšin    |
| 10 | Ucraina (bandiera)    | C     | Stanislav Prychynenko |
| 11 | Russia (bandiera)     | C     | Aleksandr Makarov     |
| 17 | Russia (bandiera)     | A     | Anton Zabolotnyj      |
| 18 | Montenegro (bandiera) | C     | Mladen Kašćelan       |
| 19 | Russia (bandiera)     | D     | Konstantin Garbuz     |
| 20 | Russia (bandiera)     | D     | Evgenij Markov        |
| 21 | Uzbekistan (bandiera) | C     | Vagiz Galiulin        |

| N. |                    | Ruolo | Calciatore        |
| -- | ------------------ | ----- | ----------------- |
| 22 | Russia (bandiera)  | P     | Artur Nigmatullin |
| 25 | Russia (bandiera)  | D     | Andrej Bujvolov   |
| 26 | Serbia (bandiera)  | D     | Rade Dugalić      |
| 48 | Russia (bandiera)  | A     | Aleksandr Kut'in  |
| 55 | Russia (bandiera)  | C     | Il'nur Al'šin     |
| 57 | Russia (bandiera)  | D     | Ruslan Abazov     |
| 70 | Russia (bandiera)  | C     | Dmitrij Bogaev    |
| 75 | Ucraina (bandiera) | A     | Arcëm Mileŭski    |
| 76 | Russia (bandiera)  | C     | Pavel Kireenko    |
| 86 | Russia (bandiera)  | C     | Grigorij Čirkin   |
| 88 | Russia (bandiera)  | C     | Maksim Palienko   |
| 91 | Russia (bandiera)  | P     | Vasili Lukichev   |

## Risultati

### Campionato
| Velikij Novgorod 11 luglio 2016 1ª giornata | Tosno | 1 – 1 referto | Chimki | Stadion Ėlektron |

| Novosibirsk 16 luglio 2016 2ª giornata | Sibir' | 0 – 1 referto | Tosno | Spartak Stadium |

| Velikij Novgorod 23 luglio 2016 3ª giornata | Tosno | 1 – 0 referto | Mordovija | Stadion Ėlektron |

| Krasnodar 27 luglio 2016 4ª giornata | Kuban' | 1 – 1 referto | Tosno | Stadio Kuban' |

| Velikij Novgorod 31 luglio 2016 5ª giornata | Tosno | 3 – 1 referto | Fakel Voronež | Stadion Ėlektron |

| Saratov 6 agosto 2016 6ª giornata | Sokol Saratov | 1 – 2 referto | Tosno | Stadio Lokomotiv |

| Velikij Novgorod 13 agosto 2016 7ª giornata | Tosno | 0 – 0 referto | Šinnik | Stadion Ėlektron |

| Čeljabinsk 17 agosto 2016 8ª giornata | Tjumen' | 1 – 2 referto | Tosno | Stadio Centrale di Kazan' |

| Velikij Novgorod 21 agosto 2016 9ª giornata | Tosno | 1 – 2 referto | Enisej | Stadion Ėlektron |

| Chimki 28 agosto 2016 10ª giornata | Dinamo Mosca | 0 – 1 referto | Tosno | Arena Chimki |

| Velikij Novgorod 3 settembre 2016 11ª giornata | Tosno | 4 – 1 referto | Baltika | Stadion Ėlektron |

| San Pietroburgo 10 settembre 2016 12ª giornata | Zenit-2 | 1 – 1 referto | Tosno | SK Petrovskij (MSA) |

| Velikij Novgorod 17 settembre 2016 13ª giornata | Tosno | 3 – 0 referto | Volgar' Astrachan' | Stadion Ėlektron |

| Nal'čik 26 settembre 2016 14ª giornata | Spartak-Nal'čik | 1 – 1 referto | Tosno | Respublikanskij stadion Spartak |

| Velikij Novgorod 2 ottobre 2016 15ª giornata | Tosno | 1 – 2 referto | Luč-Ėnergija | Stadion Ėlektron |

| Mosca 8 ottobre 2016 16ª giornata | Spartak-2 Mosca | 1 – 3 referto | Tosno | CUSK Spartak |

| Velikij Novgorod 15 ottobre 2016 17ª giornata | Tosno | 4 – 2 referto | Neftechimik | Stadion Ėlektron |

| Velikij Novgorod 22 ottobre 2016 18ª giornata | Tosno | 2 – 0 referto | Tambov | Stadion Ėlektron |

| Chabarovsk 30 ottobre 2016 19ª giornata | SKA-Chabarovsk | 1 – 0 referto | Tosno | Stadion SKA DVO im. V. I. Lenina |

| Velikij Novgorod 5 novembre 2016 20ª giornata | Tosno | 3 – 0 referto | Sibir' | Stadion Ėlektron |

| Saransk 9 novembre 2016 21ª giornata | Mordovija | 0 – 2 referto | Tosno | Start Stadion |

| Velikij Novgorod 13 novembre 2016 22ª giornata | Tosno | 0 – 0 referto | Kuban' | Stadion Ėlektron |

| Voronež 19 novembre 2016 23ª giornata | Fakel Voronež | 0 – 0 referto | Tosno | Central'nyj stadion profsojuzov |

| Velikij Novgorod 26 novembre 2016 24ª giornata | Tosno | 5 – 2 referto | Sokol Saratov | Stadion Ėlektron |

| Jaroslavl' 8 marzo 2017 25ª giornata | Šinnik | 0 – 0 referto | Tosno | Stadio Šinnik |

| Velikij Novgorod 12 marzo 2017 26ª giornata | Tosno | 2 – 2 referto | Tjumen' | Stadion Ėlektron |

| Krasnojarsk 19 marzo 2017 27ª giornata | Enisej | 0 – 1 referto | Tosno |  |

| Velikij Novgorod 26 marzo 2017 28ª giornata | Tosno | 1 – 2 referto | Dinamo Mosca | Stadion Ėlektron |

| Kaliningrad 1º aprile 2017 29ª giornata | Baltika | 0 – 2 referto | Tosno | Stadio Baltika |

| Velikij Novgorod 8 aprile 2017 30ª giornata | Tosno | 4 – 1 referto | Zenit-2 | Stadion Ėlektron |

| Astrachan' 12 aprile 2017 31ª giornata | Volgar' Astrachan' | 0 – 1 referto | Tosno | Stadio Centrale di Kazan' |

| Velikij Novgorod 17 aprile 2017 32ª giornata | Tosno | 0 – 0 referto | Spartak-Nal'čik | Stadion Ėlektron |

| Vladivostok 23 aprile 2017 33ª giornata | Luč-Ėnergija | 1 – 1 referto | Tosno | Stadio Dinamo |

| Velikij Novgorod 29 aprile 2017 34ª giornata | Tosno | 1 – 1 referto | Spartak-2 Mosca | Stadion Ėlektron |

| Nižnekamsk 6 maggio 2017 35ª giornata | Neftechimik | 0 – 2 referto | Tosno | Stadio Neftechimik |

| Tambov 10 maggio 2017 36ª giornata | Tambov | 3 – 0 referto | Tosno | Stadio centrale Spartak |

| Velikij Novgorod 14 maggio 2017 37ª giornata | Tosno | 3 – 1 referto | SKA-Chabarovsk | Stadion Ėlektron |

| Chimki 20 maggio 2017 38ª giornata | Chimki | 1 – 3 referto | Tosno | Arena Chimki |

### Coppa di Russia
| Dolgoprudnyj 24 agosto 2016 4º turno | Dolgoprudnyj | 0 – 1 referto | Tosno |  |

| Tichvin 21 settembre 2016 Sedicesimi di finale | Tosno | 2 – 0 referto | Arsenal Tula | Kirovets Stadium |

| Tichvin 26 ottobre 2016 Ottavi di finale | Tosno | 3 – 2 referto | Dinamo Mosca | Kirovets Stadium |

| Mosca 1º marzo 2017 Quarti di finale | Lokomotiv Mosca | 1 – 0 referto | Tosno | RZD Arena |